# René Portillo Cuadra
René Alfredo Portillo Cuadra (Chinameca, San Miguel, 12 de diciembre de 1970) es un político salvadoreño, doctor en Ciencias Jurídicas, abogado y notario de El Salvador. Fue compañero de fórmula de Norman Quijano por la vicepresidencia de la República para las elecciones presidenciales de 2014 por el partido Alianza Republicana Nacionalista (ARENA).
Actualmente es diputado por la Asamblea Legislativa de El Salvador por el departamento de San Salvador electo el 1 de marzo de 2015.

## Biografía

### Vida privada
René Portillo Cuadra, proviene de una familia de clase media, hijo de dos comerciantes del municipio de Chinameca, su tierra natal, en San Miguel. Está casado con la psicóloga Jeanette Cornejo de Portillo, con quien tiene tres hijos.

## Educación y Experiencia
Su educación primaria la realizó en el municipio Chinameca, su tierra natal, en San Miguel. Luego continúa sus estudios de educación media en el Instituto Nacional de "Jucuapa" en Usulután. 
Al finalizar sus estudios de educación media, decide trasladarse a San Salvador a continuar con sus estudios universitarios en la Universidad de El Salvador de la cual se graduó de Licenciado en Ciencias Jurídicas.
Trabajó 14 años como docente en la Universidad Tecnológica de El Salvador en la cual fue Decano de la Facultad de Derecho y Secretario General de la misma.
Luego, gracias a una beca de la Agencia Española de Cooperación Internacional para el Desarrollo (AECID) cursa sus estudios de Doctorado en Derecho Pluralista y Derecho Privado en la Universidad Autónoma de Barcelona.
Cuenta con estudios de posgrado en Políticas Públicas por la Pontificia Universidad Católica de Chile y un posgrado ejecutivo en Finanzas y Derecho Internacional por la Georgetown University.

## Trayectoria política
□ Fue candidato a la vicepresidencia de El Salvador junto a Norman Quijano por el partido Alianza Republicana Nacionalista (ARENA) en las elecciones del 2014, en las cuales perdieron en segunda vuelta electoral, contra Salvador Sánchez Cerén y Óscar Ortiz fórmula presidencial del Frente Farabundo Martí para la Liberación Nacional (FMLN).
□ Es diputado de la Asamblea Legislativa de El Salvador por el departamento de San Salvador. Ostenta el cargo de Segundo Secretario de la Junta Directiva.
□ Forma parte del Consejo Ejecutivo Nacional (COENA) del partido ARENA como Director de Asuntos Políticos desde 2016.